# Ezi Magbegor
Eziyoda Magbegor, detta Ezi (Wellington, 13 agosto 1999), è una cestista australiana con cittadinanza neozelandese, professionista nella WNBA.

## Carriera
È stata selezionata dalle Seattle Storm al primo giro del Draft WNBA 2019 (12ª scelta assoluta).
Con l'Australia ha disputato i Giochi olimpici di Parigi 2024, i Giochi olimpici di Tokyo 2020, due edizioni dei Campionati mondiali (2018, 2022) e i Campionati asiatici del 2019.

## Statistiche

### WNBA

#### Regular Season
| Anno     | Squadra       | PG  | PT  | MP   | TC%  | 3P%  | TL%  | RP  | AP  | PRP | SP  | PP   |
| -------- | ------------- | --- | --- | ---- | ---- | ---- | ---- | --- | --- | --- | --- | ---- |
| 2020†    | Seattle Storm | 22  | 0   | 13,3 | 56,9 | 33,3 | 70,4 | 2,5 | 0,3 | 0,5 | 0,7 | 6,5  |
| 2021     | Seattle Storm | 30  | 3   | 15,2 | 50,6 | 55,6 | 84,6 | 3,9 | 0,8 | 0,6 | 1,0 | 6,7  |
| 2022     | Seattle Storm | 33  | 23  | 24,8 | 55,0 | 34,5 | 73,6 | 5,6 | 1,4 | 0,9 | 1,8 | 9,5  |
| 2023     | Seattle Storm | 40  | 40  | 32,6 | 51,3 | 38,5 | 69,9 | 8,1 | 2,6 | 1,1 | 1,9 | 13,8 |
| 2024     | Seattle Storm | 37  | 37  | 30,7 | 51,2 | 24,5 | 87,4 | 8,0 | 2,0 | 1,1 | 2,2 | 11,7 |
| Carriera | Carriera      | 162 | 103 | 24,7 | 52,1 | 33,7 | 76,4 | 6,0 | 1,5 | 0,9 | 1,6 | 10,1 |

#### Playoffs
| Anno     | Squadra       | PG | PT | MP   | TC%  | 3P%  | TL%  | RP  | AP  | PRP | SP  | PP   |
| -------- | ------------- | -- | -- | ---- | ---- | ---- | ---- | --- | --- | --- | --- | ---- |
| 2020†    | Seattle Storm | 6  | 0  | 5,8  | 22,2 | 0,0  | 100  | 1,2 | 0,3 | 0,0 | 0,2 | 1,0  |
| 2021     | Seattle Storm | 1  | 1  | 31,0 | 44,4 | 100  | -    | 9,0 | 2,0 | 0,0 | 1,0 | 9,0  |
| 2022     | Seattle Storm | 6  | 0  | 15,5 | 58,3 | -    | 66,7 | 2,7 | 1,0 | 0,7 | 1,0 | 5,0  |
| 2024     | Seattle Storm | 1  | 1  | 28,0 | 60,0 | 66,7 | 0,0  | 7,0 | 2,0 | 0,0 | 0,0 | 14,0 |
| Carriera | Carriera      | 14 | 2  | 13,4 | 50,0 | 50,0 | 57,1 | 2,8 | 0,9 | 0,3 | 0,6 | 4,2  |

## Palmarès
- Campionato WNBA: 1

Seattle Storm: 2020
- 1 volte WNBA All-Defensive Second Team (2024)
- 2 volte WNBA All-Defensive Second Team (2022, 2023)